# Greta Bolin
Anna Margareta Bolin (geborene Jonsson-Sterner;  bekannt als Greta Bolin; * 12. Juni 1898 in Stockholm; † 18. Juli 1981 in Stockholm) war eine schwedische Schriftstellerin und Journalistin.
Greta Bolin war die Tochter des Grundschullehrers Jon Jonsson und seiner Frau Ester Sterner. 1919 schloss sie ihr Studium als Grundschullehrerin ab und arbeitete anschließend als Journalistin. Von 1937 bis 1960 war sie als feste Mitarbeiterin beim Svenska Dagbladet tätig. Unter dem Pseudonym Corinna schrieb sie insbesondere über Kinder und Erziehungsfragen.
Ab dem Jahr 1951 war sie Mitglied des Jugendgefängnisausschusses und ab 1954 Direktorin des Lyceum för flickor, einer Mädchenschule in Stockholm. Sie war Preisträgerin des Wasaordens.
Greta Bolin war von 1919 bis 1942 mit dem Hochschullehrer und Autor Lorentz Bolin (1887–1972) verheiratet. Das Paar hatte eine Tochter, die Psychologin war. Diese hieß Ulla Nordin (1921–1974) und war verheiratet mit Åke Nordin.

## Bibliografie
- Ungarna och vi, (Illustrationen von Gösta Chatham), 1938
- Barn- och ungdomslitteratur 1943
- Barn och böcker, von Greta Bolin und Eva von Zweigbergk, 1945, 6. Auflage 1966 mit Mary Ørvig als Co-Autorin, zuletzt gedruckt im Jahr 1972.
- Det går illa för mitt barn i skolan, mit Karin und Bernhard Tarschys, 1948
- Mauritz Sterner : närbild av en folkbildare, 1954
- Mitt barn är annorlunda, 1956
- Kulturhistoria på gravvårdar, 1956
- Dagbok från våran klass, 1966
- Livet i lekskolan, 1968
- En stund med Corinna, 1976